# Макс Декюжі
Макс Декюжі (фр. Maxime "Max" Omer Décugis; нар. 24 жовтня 1882, Париж, Франція — пом. 6 жовтня 1978, Бйот) — французький тенісист, рекордсмен за кількістю перемог на турнірах Великого шолома у різних розрядах (8 в одиночному, 15 в парному, 7 у змішаному).

## Кар'єра
Макс Декюжі є одним із найтитулованіших тенісистів в історії. Він утрумує рекорд за кількістю перемог на Відкритому чемпіонаті Франції з тенісу, маючи 8 титулів. При цьому епоха його домінування прийшлася на час Першої Світової війни, тож Декюжі втратив 5 років, протягом яких цілком міг виграти ще декілька титулів. Також він має 14 титулів на турнірах Великого шолома у парному розряді (із них — 14 на Ролан Гаррос і 13 підряд) та 7 титулів у міксті (усі на Ролан Гаррос).
На Олімпійських іграх Декюжі виборов три медалі: у 1900 році він здобув срібло в парному розряді, а у 1920 — бронзу в парному та золото у змішаному (із Сюзанн Ленглен) розрядах. На Проміжних олімпійських іграх 1906 року здобув три медалі.
У 1911 році на турнірі в Брюселі Декюжі зустрічався із Тоні Вілдінгом, який через декілька місяців виграв Вімблдон. Протягом матчу Вілдінг лідирував 6-0, 6-0, 5-0, але Декюжі переломив ситуацію і здобув вольову перемогу 0-6, 0-6, 7-5, 6-0, 6-0.
У 1925 році Декюжі вперше і востаннє взяв участь у US Open, проте знявся уже в першому колі.

## Фінали турнірів Великого шолома

### Одиночний розряд

#### Перемоги
| Рік  | Турнір       | Суперник у фіналі | Рахунок у фіналі        |
| 1903 | Ролан Гаррос | Андре Вашеро      | 6-3, 6-2                |
| 1904 | Ролан Гаррос | Андре Вашеро      | 6-1, 9-7, 6-8, 6-1      |
| 1907 | Ролан Гаррос | Робер Валле       | —                       |
| 1908 | Ролан Гаррос | Моріс Жермо       | 6-2, 6-1, 3-6, 10-8     |
| 1909 | Ролан Гаррос | Моріс Жермо       | 3-6, 2-6, 6-4, 6-4, 6-4 |
| 1912 | Ролан Гаррос | Андре Гобер       | —                       |
| 1913 | Ролан Гаррос | Жорж Ґол          | —                       |
| 1914 | Ролан Гаррос | Жан Самазо        | 3-6, 6-1, 6-4, 6-4      |

#### Поразки
| Рік  | Турнір       | Суперник у фіналі | Рахунок у фіналі        |
| 1902 | Ролан Гаррос | Мішель Вашеро     | 6-4, 6-2                |
| 1906 | Ролан Гаррос | Моріс Жермо       | 5-7, 6-3, 6-4, 1-6, 6-3 |
| 1920 | Ролан Гаррос | Андре Гобер       | 6-3, 3-6, 1-6, 6-2, 6-3 |
| 1923 | Ролан Гаррос | Жан Самазо        | 6-3, 6-3, 2-6, 7-5      |